# كيفن لينش (كرة سلة)
كيفن لينش (بالإنجليزية: Kevin Lynch)‏ مواليد 24 ديسمبر 1968 في بلومنغتون، هو لاعب كرة سلة أمريكي معتزل. بدأ مسيرته الاحترافية في سنة 1991. تم اختياره من قبل فريق شارلوت هورنتس خلال الدرافت. حمل الرقم 9. يبلغ طوله 6 قدم 5 بوصة (2.0 م). اعتزل اللعب في 2000.

## المسيرة الاحترافية
لعب مع شارلوت هورنتس من سنة 1991 إلى 1993، ثم لعب مع ساسكي باسكونيا في الدوري الإسباني في سنة 1994، ثم لعب مع فالنسيا باسكت في سنة 1995، ثم لعب مع بروس باسكتس في الدوري الألماني من سنة 1997 إلى 2000.

## روابط خارجية
- كيفن لينش على موقع إن بي أي (الإنجليزية)
- كيفن لينش على موقع سبورتس رفرنس (الإنجليزية)
- كيفن لينش على موقع الدوري الإسباني لكرة السلة (الإسبانية)
- كيفن لينش على موقع كرة السلة الأوروبية.كوم (الإنجليزية)
- كيفن لينش على موقع كلية كرة السلة في سبورتس رفرنس.كوم (الإنجليزية)
- كيفن لينش على موقع ريلجم (الإنجليزية)
- كيفن لينش على موقع بروبوليرز (الإنجليزية)
- كيفن لينش على موقع سبورتس رفرنس (الإنجليزية)